# Old fashioned-glas

Ett old fashioned-glas, rocksglas, whiskyglas eller lowballglas är ett servisglas av tumblermodell (det vill säga ett glas med raka sidor utan stjälk och fot) för servering av drinkar eller till exempel whisky on the rocks ("med is", därav benämningen rocksglas). Att glasformen även kallas whiskyglas ska inte förväxlas med whiskyprovarglas som är små kupade glas på fot. Benämningen old fashioned-glas kommer av den whiskybaserade drinken old fashioned.
Ett old fashioned-glas rymmer vanligtvis 20–30 centiliter och används främst till "korta" drinkar med större andel spritdrycker jämfört med long drinks, vilka istället serveras i highballglas. Jämfört med drinkar som serveras i cocktailglas på hög fot är det vanligare med istärningar i drinkar som serveras i old fashioned-glas. Alkohol på isbitar kallas i barsammanhang för "on the rocks", vilket har gett namnet rocksglas.